# Teenage Dream: The Complete Confection
A Teenage Dream: The Complete Confection Katy Perry amerikai énekes-dalszerző harmadik stúdióalbumának, a Teenage Dream-nek (2010) az újrakiadása. A lemez 2012. március 23-án jelent meg a Capitol Records gondozásában, közel két évvel az eredeti album megjelenése után. Perry olyan producerekkel dolgozott együtt, mint Tricky Stewart, hogy a Playback Recording Studio-ban a Teenage Dream felvételi munkálataiból megmaradt anyagokat újra átdolgozzák. A végeredmény három újonnan felvett dalt tartalmaz, amelyek az eredeti albumon korábban hallható popstílusokat tartalmazzák, valamint a The One That Got Away című dal akusztikus verzióját és három további hivatalos remixet.
A Teenage Dream: The Complete Confection megjelenésekor a zenei kritikusok általánosságban kedvező kritikákat írtak, akik az új dalok produkciójával szemben ambivalensek maradtak, és megkérdőjelezték a Teenage Dream újrakiadásának döntését. Független kiadványként az újrakiadás a Top 10-be került Ausztráliában, Új-Zélandon, az Egyesült Királyságban és az Egyesült Államokban. Világszerte egymillió példányban kelt el 2012 végéig.
A Teenage Dream: The Complete Confectionről két kislemez jelent meg. Az első kislemez, a Part of Me az első helyen debütált az amerikai Billboard Hot 100-as listán, míg a második kislemez, a Wide Awake a második helyen végzett az országban. Mindkét dal végül ötszörös platina minősítést kapott az Amerikai Hanglemezgyártók Szövetsége (RIAA) által. A lemezt tovább népszerűsítették az 54. Grammy-díjátadón és a 2012-es Billboard Music Awards-on való élő fellépésekkel, valamint a Katy Perry: Part of Me (2012) című önéletrajzi dokumentumfilmmel.

## Dallista
Közreműködők listája a Teenage Dream: The Complete Confection albumfüzete alapján.
| 1.      | Teenage Dream                                          | Katy Perry Lukasz Gottwald Max Martin Benjamin Levin Bonnie McKee                | Dr. Luke Benny Blanco Martin | 3:47 |
| 2.      | Last Friday Night (T.G.I.F.)                           | Perry Gottwald Martin McKee                                                      | Dr. Luke Martin              | 3:50 |
| 3.      | California Gurls (featuring Snoop Dogg)                | Perry Calvin Broadus Gottwald Martin Levin McKee                                 | Dr. Luke Blanco Martin       | 3:56 |
| 4.      | Firework                                               | Perry Mikkel S. Eriksen Tor Erik Hermansen Sandy Wilhelm Ester Dean              | Stargate Sandy Vee           | 3:47 |
| 5.      | Peacock                                                | Perry Eriksen Hermansen Dean                                                     | Stargate                     | 3:51 |
| 6.      | Circle the Drain                                       | Perry Christopher Stewart Monte Neuble                                           | Stewart Kuk Harrell          | 4:32 |
| 7.      | The One That Got Away                                  | Perry Gottwald Martin                                                            | Dr. Luke Martin              | 3:47 |
| 8.      | E.T.                                                   | Perry Gottwald Martin Joshua Coleman                                             | Dr. Luke Ammo Martin         | 3:26 |
| 9.      | Who Am I Living For?                                   | Perry Stewart Neuble Brian Thomas                                                | Stewart Harrell              | 4:08 |
| 10.     | Pearl                                                  | Perry Greg Wells Stewart                                                         | Wells                        | 4:07 |
| 11.     | Hummingbird Heartbeat                                  | Perry Stewart Stacy Barthe Neuble                                                | Stewart Harrell              | 3:32 |
| 12.     | Not Like the Movies                                    | Perry Wells                                                                      | Wells                        | 4:01 |
| 13.     | The One That Got Away (acoustic)                       | Perry Gottwald Martin                                                            | Jon Brion                    | 4:19 |
| 14.     | Part of Me                                             | Perry Gottwald Martin McKee                                                      | Dr. Luke Martin Cirkut       | 3:36 |
| 15.     | Wide Awake                                             | Perry Gottwald Martin McKee Cirkut                                               | Dr. Luke Cirkut              | 3:41 |
| 16.     | Dressin’ Up                                            | Perry Stewart Neuble Matt Thiessen                                               | Stewart Harrell              | 3:43 |
| 17.     | E.T. (featuring Kanye West)                            | Perry Gottwald Martin Coleman                                                    | Dr. Luke Ammo Martin         | 3:51 |
| 18.     | Last Friday Night (T.G.I.F.) (featuring Missy Elliott) | Perry Gottwald Martin McKee                                                      | Dr. Luke Cirkut              | 3:59 |
| 19.     | Tommie Sunshine’s Megasix Smash-Up                     | Perry Broadus Gottwald Martin Levin McKee Eriksen Hermansen Wilhelm Dean Coleman | Tommie Sunshine              | 7:03 |
| 1:17:01 |                                                        |                                                                                  |                              |      |